# Натуральний продукт
Натура́льний проду́кт — поняття, яке не стандартизується у нормативній та законодавчій базах, і вказує собою на хімічну сполуку або речовину, що виробляється живим організмом, зустрічається в природі, і яка зазвичай має фармакологічну або біологічну активність. Природним продуктом можна розглядати і такий, який може бути отриманий шляхом повного синтезу (хімічним синтезом комплексних органічних молекул з простіших частин, як правило, без допомоги біологічних процесів. Наприклад, лактулоза, лактітол).
Пір'я, дерево або бавовна чи целюлоза складаються з природних матеріалів як і всі природні неорганічні речовини, такі як мінерали і породи. З огляду на це в літературі (в тому числі і науковій) часто використовується вираз «хімічна природа» щодо фармацевтичних препаратів чи інших приготованих продуктів або сировини.

## Етимологія
Етимологічно, вираз своїм походженням виходить з латини. Відповідно до мовної картини світу в цій мові існували два поняття: культура (лат. culture), що означало «обробіток», в протиставлення якому існувала природа (лат. Nature).

## Напис «натуральний» на маркуваннісоковоїчи харчової продукції
У нормативній та законодавчій базах взагалі не стандартизоване поняття «натуральний продукт».
Виробники сокової продукції під час її маркування дозволяють часто використовують написи «100 % натуральний продукт», «продукт натуральний не містить консервантів», «натуральний продукт без консервантів» і апелюють, що він не суперечить чинному законодавству. І неможливо з ними не погодитися, оскільки у нормативній та законодавчій базах це поняття взагалі не стандартизоване, а згідно з ДСТУ 4518:2006, ці написи дозволені лише за наявності у виробника документального підтвердження цієї інформації відповідними центральними органами виконавчої влади.
Виробники дійсно можуть підтвердити документально лише наявність чи відсутність деяких консервантів, барвників, ароматизаторів (тих, які можна визначити в Україні, а скільки їх існує і яких саме — взагалі невідомо), а підтвердити натуральність ніхто і не намагається, бо хто ж буде підтверджувати те, що не є обов'язковим і на що не визначено критерії оцінювання.

## Натуральна і органічна косметика
Органічну косметику слід відрізняти від натуральної, що лише містить компоненти природного походження.
Нормативно-правових документів, що регламентують межі застосування терміна «натуральний» не існує. Це означає, що виробники мають право поряд з натуральними інгредієнтами додавати у косметичний продукт синтетичні компоненти у будь-яких співвідношеннях. Термін «натуральний» означає, що інгредієнт не піддавався значній зміні у порівнянні з його початковим станом, а також з продукту нічого не видаляли (крім води) і нічого в нього не додавали.
Термін «органічна косметика» запозичений з харчової індустрії, де кілька десятиліть тому з'явились натуральні продукти, марковані знаками «біо», «еко» або «органік». Приставка «органічна» означає, що це сертифіковані продукти, при виробництві яких не використовують хімічні засоби захисту рослин, мінеральні добрива синтетичного походження, генетично модифіковані організми (ГМО) та будь-які штучні барвники, ароматизатори, консерванти, що продукт не рафінувався, не мінералізувався, не піддавався іншим визначеним прийомам обробки. У багатьох країнах існують лише органи добровільної сертифікації подібних продуктів, в кожного з яких є своє зведення правил і стандартів. Ці органи видають, відповідно до власних правил і стандартів, відповідний сертифікат. Станом на 2012 рік серед фахівців не існує єдиної думки про те, яку косметику можна вважати органічною.